# Normal is des ned
Normal is des ned! ist eine Sketchshow des Bayerischen Fernsehens. Die beiden Hauptdarsteller Monika Gruber und Günter Grünwald zeigten in vier Folgen Sketche aus der Ehe und aus anderen Problemfeldern.

## Ausstrahlung
Erstmals gesendet wurden die Folgen von Normal is des ned an vier aufeinander folgenden Tagen vom 28.  bis zum 31. Dezember 2009 im Abendprogramm gegen 22.00 Uhr. Die Regie führte Helmut Milz, die Drehbücher stammen von Monika Gruber, Günter Grünwald, Claudia Schlenger und Hanns Meilhamer.
2012 und 2013 sowie 2019 wurden die Folgen wiederholt.

## Darsteller
Bekannte Darsteller wie Joanna Ferkic, Andreas Giebel, Conny Glogger, Monika Gruber, Günter Grünwald, Hans Kitzbichler, Natalie Langer, Kathi Leitner, Eva Mähl, Hanns Meilhamer, Michael Müller, Antonio Putignano, Claudia Schlenger, Johann Schuler, Sepp Thalmaier, Helmut Schleich, Hans-Jürgen Silbermann und andere sind zu sehen.